# Regen (distrito)
Regen é um distrito da Alemanha, na região administrativa de Niederbayern, estado de Baviera. Com uma área de 975,06 km² e com uma população de 82.016 habitantes (2004).

## Cidades e Municípios
- Cidades:

1. Regen
2. Viechtach
3. Zwiesel

- Municípios:

1. Achslach
2. Arnbruck
3. Bayerisch Eisenstein
4. Bischofsmais
5. Böbrach
6. Bodenmais
7. Drachselsried
8. Frauenau
9. Geiersthal
10. Gotteszell
11. Kirchberg
12. Kirchdorf
13. Kollnburg
14. Langdorf
15. Lindberg
16. Patersdorf
17. Prackenbach
18. Rinchnach
19. Ruhmannsfelden
20. Teisnach
21. Zachenberg